# British Leyland

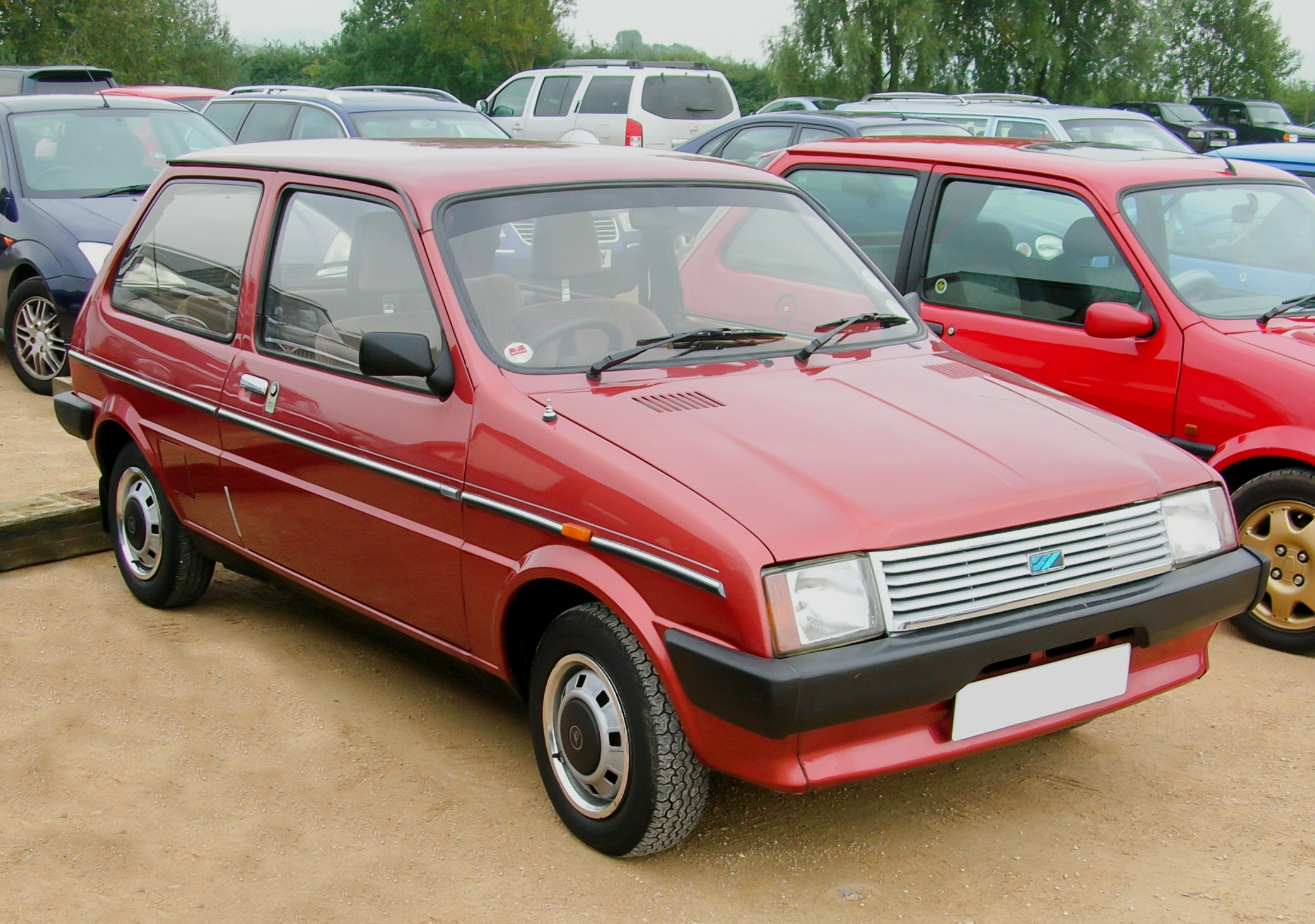
Austin Metro (1983)

British Leyland – dawne brytyjskie przedsiębiorstwo branży motoryzacyjnej utworzone w 1968 roku w wyniku połączenia British Motor Holdings Ltd. i Leyland Motor Corporation Ltd. pod nazwą British Leyland Motor Corporation Ltd. (BLMC). W 1975 roku zostało częściowo znacjonalizowane, a nazwa została zmieniona na British Leyland Ltd. W 1978 roku nazwę ponownie zmieniono – tym razem na BL plc.
British Leyland skupiał znaczną część brytyjskiego przemysłu motoryzacyjnego, a jego udziały w brytyjskim rynku samochodów pod koniec lat 60. XX wieku wynosiły około 40%. W 1969 r. zatrudniał 196 tys. pracowników, a wartość sprzedanych wyrobów przekraczała 2,3 mld ówczesnych dolarów. W 1971 r. był na 10. miejscu pod względem wartości produkcji wśród przedsiębiorstw ówczesnej Europy Zachodniej.
British Leyland był właścicielem dochodowych marek, takich jak Jaguar, Rover, Land Rover oraz Mini, mimo tego zmagał się jednak z problemami finansowymi. Próby restrukturyzacji koncernu zawiodły i w 1986 roku przedsiębiorstwo przekształcono w Rover Group, późniejsze MG Rover Group, które w 2005 roku zbankrutowało i zostało nabyte przez chiński koncern Nanjing Automobile Group.